# لیگ عدالت در برابر پنج کشنده
لیگ عدالت در برابر پنج کشنده (به انگلیسی: Justice League vs. the Fatal Five) یک فیلم ویدئویی پویانمایی ابرقهرمانی محصول سال ۲۰۱۹ آمریکاست که توسط استودیوی وارنر برادرز انیمیشن و دی‌سی اینترتیمنت ساخته شده‌است.

## صداپیشه‌ها
- کوین کانروی به عنوان بتمن[۶][۷]
- جورج نیوبرن به عنوان سوپرمن
- سوزان آیزنبرگ به عنوان زن شگفت‌انگیز
- دایان گوئررو به عنوان جسیکا کروز / فانوس سبز
- دانیلا بوبادیلا به عنوان میس مارشن
- کوین مایکل ریچاردسون به عنوان مستر ترافیک، کیلووگ
- الیس گابل به عنوان توماس کالور / استاربوی
- تارا استرانگ به عنوان سترن گرل، هارلی کوئین
- نوئل فیشر به عنوان برینیاک ۵
- سومالی مونتانو به عنوان امرالد اکسپرس
- فیلیپ آنتونی-رودریگز به عنوان مانو
- پیتر جسوپ به عنوان تاروک
- متیو یانگ کینگ به عنوان مجاب کننده
- بروس تیم به عنوان دوچهره
- تام کنی به عنوان بلاداسپورت، سالاک (بدون اعتبار)

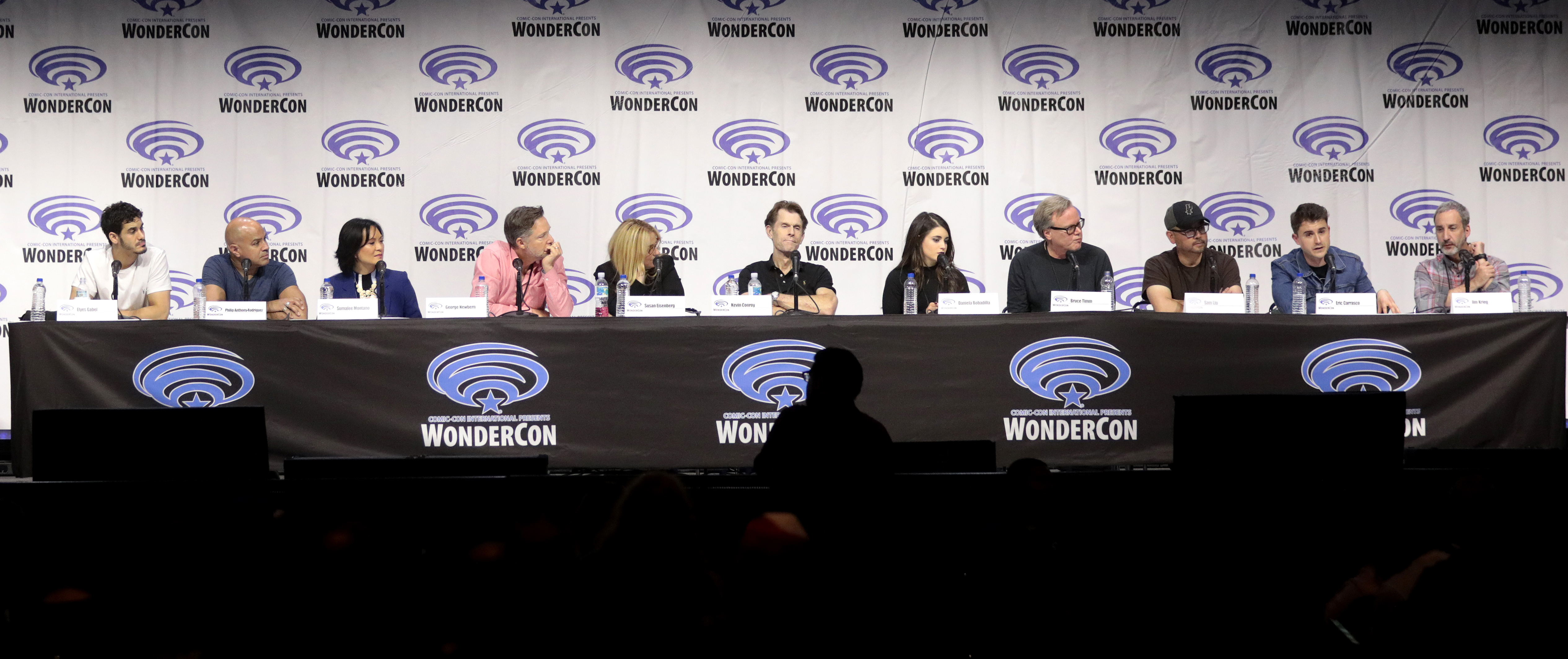
بازیگران و نویسندگان و تولیدکنندگان لیگ عدالت در برابر پنج کشنده در سال ۲۰۱۹ واندرکان

## پذیرش
نقد و بررسی فیلم به‌طور کلی مطلوب بود. در وب سایت بازبینی جمعی راتن تومیتوز، این فیلم بر اساس ۸ بررسی با میانگین امتیاز ۶٫۵۸ / ۱۰ است.